# 산그로강
산그로강(이탈리아어: Sangro)은 이탈리아 동부 지역에 있는 강으로, 고대 시대에는 사그루스(Sagrus)라고 알려졌었다.

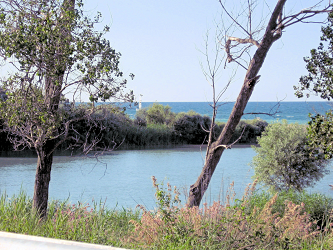
산그로강의 하구

아브루초 국립 공원에 있는 아펜니노산맥에서 발원을 하며, 이후 남동쪽으로 흐르다가 카스텔디산그로, 아텔레타, 콰드리, 빌라산타마리아를 지나서 그 이후에 라고 디 봄바 또는 라고 델 산그로으로 흐른다. 북동쪽으로 방향을 바꿔 아벤티노강과 만난뒤 푼타 카벨루초 남쪽에서 아드리아해로 흘러든다.

## 같이 보기
- 구스타프 라인